# Le lapin est en prison
Pour plus de détails, voir Fiche technique et Distribution.
Le lapin est en prison (Big House Bunny) est un cartoon américain Looney Tunes réalisé par Friz Freleng en 1950 mettant en scène Bugs Bunny et Sam le pirate.

## Résumé
En voulant échapper à des chasseurs, Bugs se retrouve prisonnier dans la prison de Sing-song où Sam Schultz est un gardien. Après avoir tenté de s'évader en mettant son boulet dans un canon, Bugs enferme Sam dans sa cellule avant d'échanger leurs vêtements. Sam, à l'aide d'outils, s'évade et se trouve être dans le bureau de son chef qui le sermonne. Après une brève course-poursuite, Bugs prend l'identité du chef de Sam ; ce dernier, en se rendant compte de la supercherie, frappe malheureusement le vrai chef. Sam, fou furieux, finit par être emprisonné après avoir malencontreusement libéré Bugs.

## Fiche technique
- Réalisation : Friz Freleng
- Scénario : Tedd Pierce
- Producteur : Edward Selzer
- Distribution : 
  - 1950 : Warner Bros. Pictures
  - 1993 puis 2003 : Warner Home Video
- Format : 1,37 :1 Technicolor
- Musique : Carl W. Stalling (non crédité)
- Montage : Treg Brown (non crédité)
- Pays :  États-Unis
- Langue : Anglais

## Censure
La scène où Sam se retrouve pendu est censurée sur plusieurs chaînes TV américaines. La version complète existe cependant dans le DVD : Looney Tunes Collection : Les meilleures aventures de Bugs Bunny - volume 1.

## Musiques
- Down in the Valley (non créditée). Musique traditionnelle.
- Aloha Oe (non créditée). Musique par Queen Liliuokalani.
- I've Been Working on the Railroad (non créditée). Musique traditionnelle.
- Sing a Song of Sixpence (non créditée). Musique traditionnelle.